# Love Music Festival
Das Love Music Festival (Kurz: LMF) ist ein Open-Air-Festival in Magdeburg. Die Schwerpunkte des Festivals liegen auf EDM, Rap und Hip-Hop.

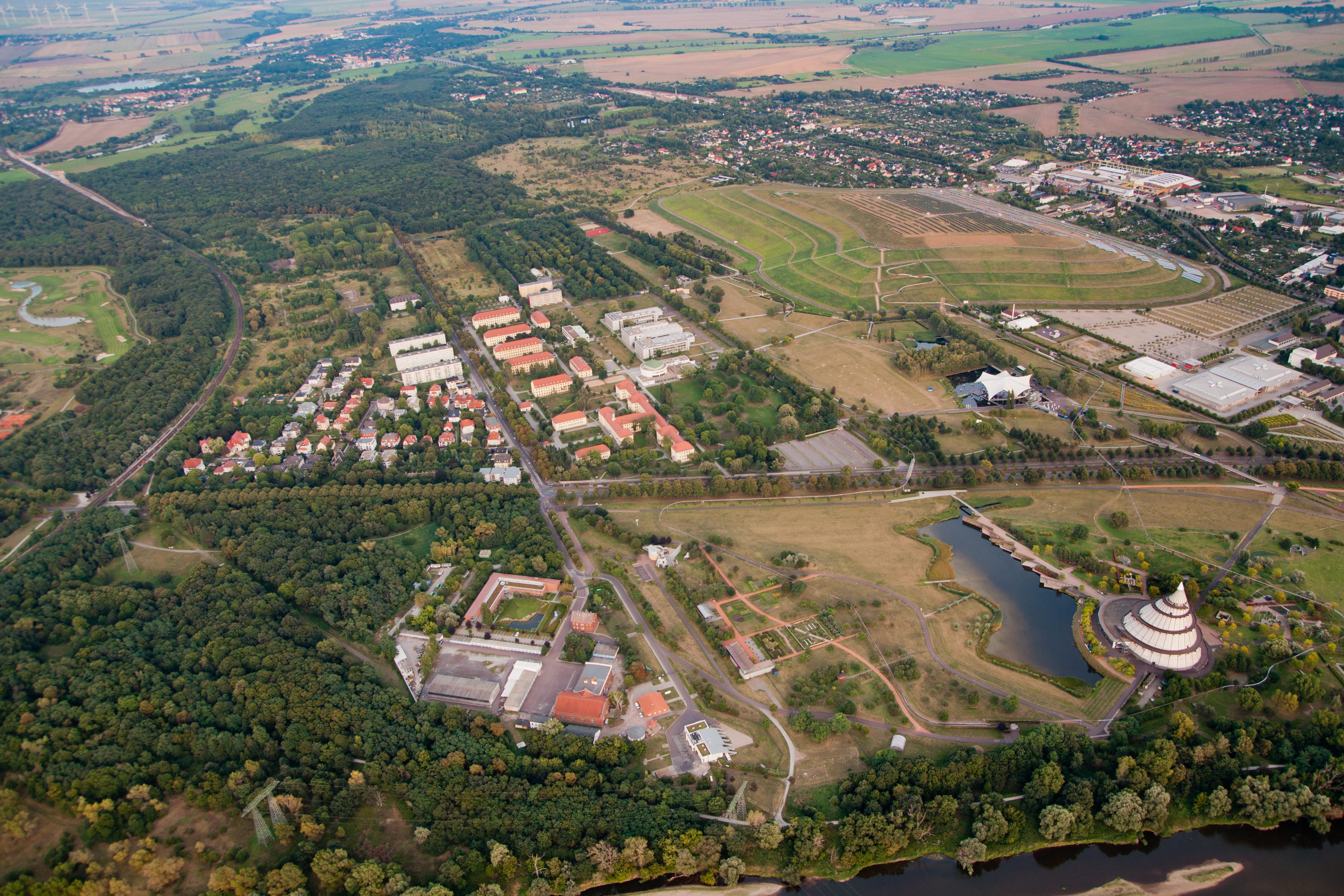
Luftaufnahme des Festivalgeländes

## Geschichte
Das Festival wurde erstmals 2013 unter dem Namen We Love Music Festival im Rotehornpark als eintägiges Event veranstaltet. 2014 zog das Festival in den Elbauenpark und 2015 verlängerte man das Festival auf zwei Tage bei vier Bühnen.
Mittlerweile erstreckt sich das Festival über drei Tage. 2019 verzeichnete das LMF etwa 25.000 Besucher.

## Bisherige Headliner (Auswahl)
| • 01099 • 102 Boyz • 187 Strassenbande • 257ers • Angerfist • Bausa • Bonez MC • Brennan Heart                                  |
| • Capital Bra • Die Atzen • Faul & Wad Ad • Felix Kröcher • Finch Asozial • Gestört aber geil • Harris & Ford • HBZ • Gzuz      |
| • Juju • Knossi • Kollegah • Kontra K • Lea • Leony • Lexy & K-Paul • Makj • Mark Forster • Mia Julia                           |
| • Neelix • Nura • Ostblockschlampen • Samra • Summer Cem • T-Low • Toby Romeo • Trailerpark • Tream • Wincent Weiss • Yung Yury |